# 와타나베 사와코
와타나베 사와코(渡邊佐和子, わたなべ さわこ, 1984년 1월 2일 도쿄도 ~ )은 일본의 언론인이며 NHK 소속의 여성 아나운서이다. 현재 NHK 오사카 방송국 소속 아나운서.

## 생애
와타나베 사와코(渡邊佐和子) 아나운서는 1984년 1월 2일 일본 도쿄도에서 출생했다. 그녀는 가나가와현 나가사키시 다마구에 있는 일본 여자 대학 부속 중학교와 고등학교를 졸업하고 도쿄도 분쿄구에 있는 일본 여자 대학을 졸업했다.

## 특이사항
와타나베 사와코(渡邊佐和子) 아나운서의 아버지는 기타사토 대학의 의학교수인 와타나베 마시히코이고 남편은 일본 재무성의 관료이며. 그녀가 NHK 구마모토 방송국에 있을 때 구마모토 세무서로 근무했는데 만나서 결혼을 했다.

## 입사
와타나베(渡邊) 아나운서는 2006년에 NHK에 입사했다. 그녀는 첫 발령지인 NHK 구마모토 방송국에서 아나운서로써 활동을 시작했다. 이 후 NHK 후쿠오카 방송국에 있다가 도쿄도 NHK 방송 센터로 활동하다가 2018년 4월 NHK의 개편으로 NHK 오사카 방송국으로 옮겨 현재 활동하고 있다. 그녀는 오는 2019년 4월 NHK의 개편에 따라 NHK 오사카 방송국에서 제작하고 있는 역사비화 히스토리아를 이노우에 아사히 아나운서의 후임으로 2021년 3월까지 진행했었다가 4월 개편에 따라 역사탐정 프로그램에서 보조진행을 하고 있다.